# Ламбек, Питер
Питер Ламбек (Lambeck, обычно называемый Lambeccius; 1628—1680) — немецкий учёный, хранитель библиотеки в Вене.
Его главные труды: «Prodromus historiae literariae» (Гамбург, 1659; 2-е изд. Лпц., 1710; первый в хронологическом порядке составленный очерк истории литературы) и «Commentarii de bibliotheca Caesarea Vindobonensi» (В., 1665—1679; 2-е изд. 1766—1782; труд особенно важный из-за имеющихся в нём материалов по истории древне-немецкого языка и литературы).

## Биография
Родился в Гамбурге в семье приходского учителя Хайно Ламбека (1586—1661) и его супруги, урождённой Хольсте. Дядей Питера Ламбек по материнской линии был известный ватиканский библиотекарь Лука Холстен, отец в протестантской церкви св. Якоба написал несколько учебников для детей. После окончания приходской школы в Гамбурге в 1645 году Питер Ламбек посетил Амстердам. Лейден, Париж и отправился к дяде в Рим для изучения права. Там тайно принял католичество в 1647 году. Через два года он продолжил обучение в Тулузе, а в 1650 получил степень доктора права в Бурже.
2 декабря 1651 года Питер Ламбек получил должность профессора истории в академической гимназии родного Гамбурга. 12 января 1660 года за свою активную учёную деятельность он вступил в должность ректора после смерти предшественника Иоахима Юнга. Слух о католическом вероисповедании вынудил Питера Ламбека 25 апреля 1662 года покинуть город, расторгнуть недавно зарегистрированный брак и уехать в Рим. Здесь он официально примкнул к католической церкви. 28 октября 1662 года он прибыл в Вену и занял пост придворного историографа и хранителя библиотеки. В августе 1665 года император Леопольд I наградил Ламбека паломничеством в Мариацель, что он описал в своей книге «Diarium sacri itineris Cellensis». В австрийском замке Амбрас Ламбек ознакомился с манускриптами, которые позже составили основу Австрийской национальной библиотеки. За проделанную работу упорядочивания и описания библиотеки кайзер подарил Ламбеку некоторые рукописи и монеты из своей коллекции. В 1676 году вышедшему в отставку Ламбеку монарх выделил 5000 гульденов со словами: «Этот трудолюбивый человек заслужил отдых» (Hof-Finanz-Akt от 25 мая 1676 года).
В Гамбурге Ламбек открыл библиотеку с книгами на греческом, латинском, немецком языках.
Скончался Питер Ламбек в Вене в 1680 году от водянки, ставшей последствием диабета. В своём завещании он передавал имущество адвокату Петеру Штрельмайеру и его супруге, особо отмечая дальнейшую судьбу своего книжного собрания библиотеки.

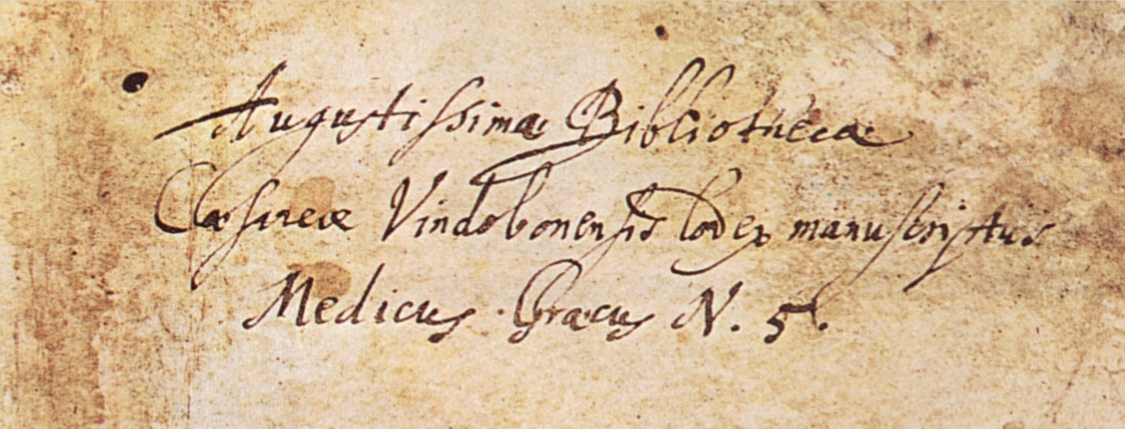
Надпись, сделанная в Венском Диоскориде рукой Питера Ламбека: «Augustissimae Bibliothecae / Caesareae Vindobonensis Codex manuscriptus / Medicus graecus N. 5»

## Труды
- Prodromus historiae literariae, et Tabula duplex chronographica universalis. Hamburgi, Sumptibus Autoris, 1659. Curante Jo. Alberto Fabricio […], Гамбург, 1710.
- Commentarii de Augustiss. Bibliotheca Caesarea Vindobonensi, 8 томов, 1665-79.
- Petri Lambecii Hamburgensis Commentariorum de Augustissima Bibliotheca Caesarea Vindobonensi. Вена, 1766—1782. 8 томов, под редакцией Adam F. Kollár.